# World Challenge de Pékin
Le Meeting de Pékin (nom officiel : IAAF World Challenge Beijing) est un meeting international d'athlétisme qui se déroule une fois par an au Stade national de Pékin, en Chine. Cette compétition, créée en 2013, figure au programme du Challenge mondial de l'IAAF.

## Records du meeting

### Hommes
| Épreuve           | Record             | Athlète                                        | Nationalité       | Date                    | Ref   |
| ----------------- | ------------------ | ---------------------------------------------- | ----------------- | ----------------------- | ----- |
| 100 m             | 9 s 87 (0,0 m/s)   | Justin Gatlin                                  | États-Unis        | 21 mai 2014             |       |
| 200 m             | 20 s 40 (+0,3 m/s) | LaShawn Merritt                                | États-Unis        | 21 mai 2013             |       |
| 800 m             | 1 min 45 s 45      | Alfred Kipketer                                | Kenya             | 20 mai 2015             |       |
| 110 m haies       | 13 s 15 (+0,6 m/s) | David Oliver                                   | États-Unis        | 20 mai 2015             |       |
| 3 000 m steeple   | 8 min 06 s 04      | Paul Kipsiele Koech                            | Kenya             | 21 mai 2014             |       |
| Saut en hauteur   | 2,36 m             | Ivan Ukhov Majd Eddine Ghazal                  | Russie Syrie      | 21 mai 2014 18 mai 2016 | [ 2 ] |
| Saut à la perche  | 5,92 m             | Sam Kendricks                                  | États-Unis        | 18 mai 2016             | [ 3 ] |
| Saut en longueur  | 8,31 m (+0,1 m/s)  | Li Jinzhe                                      | Chine             | 21 mai 2013             |       |
| Triple saut       | 17,24 m (+0,5 m/s) | Dong Bin                                       | Chine             | 18 mai 2016             | [ 4 ] |
| Lancer du javelot | 83,94 m            | Keshorn Walcott                                | Trinité-et-Tobago | 21 mai 2014             |       |
| 4 × 100 m         | 38 s 21            | Yang Yang Xie Zhenye Su Bingtian Zhang Peimeng | Chine             | 18 mai 2016             |       |

### Femmes
| Épreuve           | Record             | Athlète                                      | Nationalité    | Date        | Ref   |
| ----------------- | ------------------ | -------------------------------------------- | -------------- | ----------- | ----- |
| 100 m             | 11 s 04 (+1,2 m/s) | Blessing Okagbare                            | Nigeria        | 21 mai 2013 |       |
| 200 m             | 22 s 29 (+0,2 m/s) | Veronica Campbell-Brown                      | Jamaïque       | 18 mai 2016 | [ 5 ] |
| 1 500 m           | 4 min 02 s 11      | Hellen Obiri                                 | Kenya          | 18 mai 2016 | [ 6 ] |
| 100 m haies       | 12 s 58 (+0,2 m/s) | Brianna Rollins                              | États-Unis     | 21 mai 2014 |       |
| 400 m haies       | 54 s 37            | Wenda Nel                                    | Afrique du Sud | 20 mai 2015 |       |
| 3 000 m steeple   | 9 min 25 s 68      | Purity Kirui                                 | Kenya          | 21 mai 2014 |       |
| Saut en hauteur   | 2,02 m             | Anna Chicherova                              | Russie         | 21 mai 2013 |       |
| Saut à la perche  | 4,50 m             | Li Ling                                      | Chine          | 21 mai 2013 |       |
| Saut en longueur  | 6,58 m (+0,1 m/s)  | Tori Polk                                    | États-Unis     | 21 mai 2013 |       |
| Lancer du poids   | 20,77 m            | Christina Schwanitz                          | Allemagne      | 20 mai 2015 |       |
| Lancer du javelot | 64,37 m            | Kathryn Mitchell                             | Australie      | 18 mai 2016 |       |
| Lancer du marteau | 77,73 m            | Anita Włodarczyk                             | Pologne        | 20 mai 2015 |       |
| 4 × 100 m         | 42 s 65            | Yuan Qiqi Liang Xiaojing Wei Yongli Ge Manqi | Chine          | 18 mai 2016 |       |